# 新渡户文化短期大学
新渡户文化短期大学（日语：／ Nitobe Bunka Tanki Daigaku *），简称NBC，是一所位于日本东京都中野区的私立短期大学。

## 概要

### 简介
- 学校最早可以追溯到1927年[1][2]。短期大学为于1950年开办[2][1]、由学校法人新渡户文化学园经营。来源于新渡户稻造创立的专科学校、为男女同校从2003年[2]。

### 历史
- 1950年 东京文化短期大学成立并同时设置一个学科即家政科第一部。
- 1957年 饭厅包饭设施管理专攻[注 3]成立于专科（招生到2002年、停办于2003年）[3]。
- 2002年 家政科改名为生活学科、分离为两个专攻、以下列举。
  - 生活文化专攻（招生到于2003年、停办于2005年）[4]
  - 食物营养专攻
- 2003年 开始招収男学生、生活福利专攻成立（招生到2008年、停办于2010年）于生活学科[2][4]。
- 2004年 儿童生活专攻成立于生活学科和专科[2][4]。
- 2006年 临床检查学科成立[2][4]。
- 2010年 改校名为新渡户文化短期大学[2][4]。

### 宪章
- 请参看新渡户文化短期大学的标志 （页面存档备份，存于） （日語） 2014年2月17日阅览。

## 学校环境
- 本部校区：在东京都中野区本町6-38-1：有生活学科食物营养专攻和儿童生活专攻
- 临检校舍：在东京都中野区本町3-43-16：有临床检查学科

## 历任校长
- 森本静子：第一代短期大学校长[2]。
- 中原英臣：现在短期大学校长[5]

## 组织

### 学科
- 生活学科
  - 生活文化专攻[注 1]
  - 生活福利专攻[注 2]
  - 食物营养专攻
  - 儿童生活专攻
- 临床检查学科

### 专科
| - 饭厅包饭设施管理专攻 - 儿童生活专攻 |

### 业余课程
| - 没有 |

## 相关链接
- 日本短期大学列表